# Ntesa Dalienst
Ntesa Dalienst, de son vrai nom Daniel Ntesa Nzitani, est un auteur-compositeur-interprète congolais né le 30 octobre 1946 à Kinsiona (Bas-Congo) et mort le 23 septembre 1996 (à 49 ans) à Bruxelles.
Artiste de rumba congolaise, il est notamment connu pour avoir fondé en 1969 le groupe à succès Les Grands Maquisards, qu'il quitte en 1975. Il a également été membre de OK Jazz (à partir de 1976), et a sorti de nombreux titres populaires tels que Muzi (1980) et Bina na ngai na respect (1981).

## Discographie

### Solo
- 1985 : Medecin de Nuit / Saad (avec Josky Kiambukuta)
- 1985 : Iza Issa
- 1986 : Sans Frontière
- 1991 : Belalo

### AvecFrancoet leTP OK Jazz
- 1987 : Mamie Zou